# 賴世觀
賴世觀（1857年10月14日—1918年8月2日），字士仰，號東萊，又號玄遊，曾在中法戰爭時奉劉銘傳之命協助團練總局事宜，乙未戰爭後日本曾欲任命為廳參事，但堅持不就。而在日本清剿抗日人士時，他以西區保正的身分保護一般民眾不被波及。晚年隱居研習釋道之學。

## 生平
賴世觀生於咸豐七年（1857年），幼時不喜與群童嬉戲，七歲入學，十五歲便善於賦詩。光緒三年（1877年）以批首取進為臺灣府學生員，二十三歲時補廪生。中法戰爭期間曾協助處理團練總局事宜，後來在他三十歲時因獻計捕賊有功而受賞五品職銜，之後在三十二歲時經臺灣巡撫劉銘傳奏准擔任訓導一職。光緒十八年時他又以首名的成績考取臺南府學歲貢生，赴國子監肄習部銓後分發儒學教職。
臺灣割讓給日本後，日本曾欲任命為廳參事，但賴世觀堅持不就，僅擔任西區民選保正，後來日本又授予紳章（1897年），之後又因其討伐土匪有功而獎賞之。晚年隱居研習釋道之學，並有造橋修廟、印刷善書等善行。

## 著作
賴世觀曾著有《賴士仰廣文筆記》、《諸羅漫談》、《東萊詩文集》、《乙未嘉城淪陷記》等書，但多已不傳，僅有數篇詩文流傳至今。